# Ordinariato militar del Ejército Polaco
El ordinariato militar del Ejército Polaco u ordinariato militar de Polonia (en latín: Ordinariatus Militaris Poloniae y en polaco: Ordynariat Polowy Wojska Polskiego) es una circunscripción eclesiástica de la Iglesia católica en Polonia. Se trata de un ordinariato militar latino, inmediatamente sujeto a la Santa Sede. Desde el 15 de enero de 2022 su ordinario es el obispo Wiesław Lechowicz.

## Territorio y organización

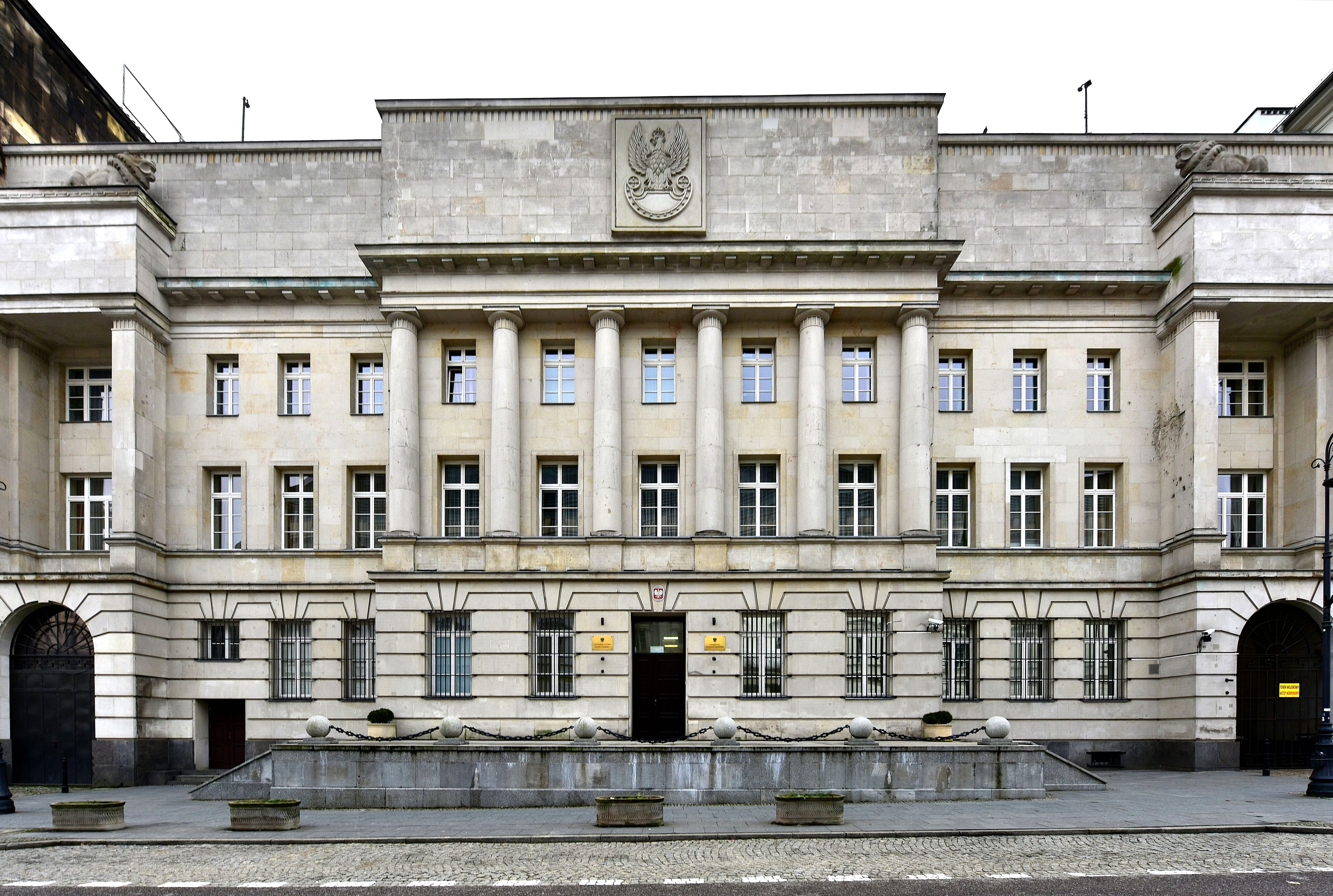
Sede del ordinariato militar en Varsovia

El ordinariato militar tiene jurisdicción personal peculiar ordinaria y propia sobre los fieles católicos militares de rito latino (y otros fieles definidos en los estatutos: los greco-católicos tienen un decanato), incluso si se hallan fuera de las fronteras del país, pero los fieles continúan siendo feligreses también de la diócesis y parroquia de la que forman parte por razón del domicilio o del rito, pues la jurisdicción es cumulativa con el obispo del lugar. Los cuarteles y los lugares reservados a los militares están sometidos primera y principalmente a la jurisdicción del ordinario militar, y subsidiariamente a la jurisdicción del obispo diocesano cuando falta el ordinario militar o sus capellanes. El ordinariato tiene su propio clero, pero los obispos diocesanos le ceden sacerdotes para llevar adelante la tarea de capellanes militares de forma exclusiva o compartida con las diócesis. Los capellanes del ordinariato militar tienen rango militar: el rango más bajo de sacerdotes es segundo teniente, el más alto el de mayor general.
La sede del ordinariato militar se encuentra en la ciudad de Varsovia, en donde se halla la Catedral de María Santísima Reina de Polonia.
En 2023 en el ordinariato militar existían 75 parroquias agrupadas en 9 decanatos: de la Inspección de Apoyo a las Fuerzas Armadas, de la Marina, de la Fuerza Aérea, de las Fuerzas Terrestres, de las Fuerzas de Defensa Territorial, de Fuerzas Especiales, de la Gendarmería Militar, de la Pastoral Militar de la Iglesia greco-católica y de la Guardia Fronteriza.

## Historia
El vicariato militar de Polonia fue erigido por primera vez el 5 de febrero de 1919 por el papa Benedicto XV.
Después de la Segunda Guerra Mundial, el 19 de marzo de 1948 el episcopado polaco emitió un comunicado sobre el ministerio pastoral militar, en el que afirmó que debido a la vacante del puesto de ordinario militar, los capellanes militares no tenían jurisdicción eclesiástica y debían obtenerla de los ordinarios locales. Como resultado, la Secretaría de Estado de la Santa Sede el 21 de abril de 1948 anuló el estatuto existente sobre la base del concordato de 1925 sobre el ordinariato militar. El 14 de abril de 1950 se firmó el acuerdo entre el Gobierno de la República de Polonia y el episcopado polaco, que preveía la regulación del cargo de ministro militar en el estatuto establecido. Según las soluciones adoptadas, los capellanes militares eran nombrados y destituidos por el ministro de la Defensa Nacional o por el decano general.
Durante todo el período de la República Popular de Polonia, desde 1945 a 1989, existió el decanato general del Ejército Polaco (Generalny Dziekanat Wojska Polskiego), cuya tarea fue brindar servicios pastorales católicos a los oficiales y soldados y a sus familias.
Mediante la promulgación de la constitución apostólica Spirituali Militum Curae por el papa Juan Pablo II el 21 de abril de 1986 los vicariatos militares fueron renombrados como ordinariatos militares o castrenses y equiparados jurídicamente a las diócesis. Cada ordinariato militar se rige por un estatuto propio emanado de la Santa Sede y tiene a su frente un obispo ordinario nombrado por el papa teniendo en cuenta los acuerdos con los diversos Estados. 
El ordinariato militar fue restablecido por el papa Juan Pablo II el 21 de enero de 1991 con un decreto de la Congregación para los Obispos.

## Estadísticas
Según el Anuario Pontificio 2024 el ordinariato militar en 2023 tenía 158 sacerdotes, 11 religiosos y 5 religiosas.
| Año                                                                             | Población            | Población | Población      | Sacerdotes | Sacerdotes    | Sacerdotes    | Bautizados por sacerdote | Diáconos permanentes | Religiosos | Religiosos | Parroquias |
| Año                                                                             | Bautizados católicos | Total     | % de católicos | Total      | Clero secular | Clero regular | Bautizados por sacerdote | Diáconos permanentes | Varones    | Mujeres    | Parroquias |
| ------------------------------------------------------------------------------- | -------------------- | --------- | -------------- | ---------- | ------------- | ------------- | ------------------------ | -------------------- | ---------- | ---------- | ---------- |
| 1999                                                                            |                      |           |                | 194        | 170           | 24            |                          |                      | 24         | 9          | 84         |
| 2000                                                                            |                      |           |                | 179        | 154           | 25            |                          |                      | 25         | 9          | 87         |
| 2001                                                                            |                      |           |                | 189        | 166           | 23            |                          |                      | 23         | 11         | 88         |
| 2002                                                                            |                      |           |                | 187        | 163           | 24            |                          |                      | 24         | 11         | 91         |
| 2003                                                                            |                      |           |                | 186        | 163           | 23            |                          |                      | 23         | 11         | 90         |
| 2004                                                                            |                      |           |                | 187        | 166           | 21            |                          |                      | 21         | 11         | 91         |
| 2013                                                                            |                      |           |                | 178        | 164           | 14            |                          |                      | 14         | 5          | 92         |
| 2016                                                                            |                      |           |                | 159        | 148           | 11            |                          |                      | 11         | 5          | 80         |
| 2019                                                                            |                      |           |                | 167        | 154           | 13            |                          |                      | 13         | 5          | 80         |
| 2021                                                                            |                      |           |                | 162        | 153           | 9             |                          |                      | 9          | 3          | 74         |
| 2023                                                                            |                      |           |                | 158        | 147           | 11            |                          |                      | 11         | 5          | 75         |
| Fuente: Catholic-Hierarchy, que a su vez toma los datos del Anuario Pontificio. |                      |           |                |            |               |               |                          |                      |            |            |            |

## Episcopologio

### Vicarios militares
- Stanisław Gall † (5 de febrero de 1919-15 de febrero de 1933 renunció[nota 1])
- Józef Gawlina † (15 de febrero de 1933-1947 renunció)

### Decanos generales
- Wilhelm Kubsz (1943-1945)
- Stanisław Warchałowski (1945-1947)
- Wacław Pyszkowski (1947-1950)
- Roman Szemraj (1950-1964)
- Julian Humeński (1964-1986)
- Florian Klewiado (1986-1991)

### Ordinarios militares
- - Sede vacante (1947-1991)
- Sławoj Leszek Głódź (21 de enero de 1991-26 de agosto de 2004 nombrado arzobispo a título personal de Varsovia-Praga)
- Tadeusz Płoski † (16 de octubre de 2004-10 de abril de 2010 falleció)
- Józef Guzdek (4 de diciembre de 2010-16 de julio de 2021 nombrado arzobispo de Białystok)[nota 2]
- Wiesław Lechowicz, desde el 15 de enero de 2022